# Sanç Ordoni
Sanç Ordoni   (c. 896 - 929) va ser un aristòcrata lleonès, fill primogènit d'Ordoni II de Lleó, que va intitular-se breument rei de Lleó a la mort del seu pare i que, després de lluites amb els seus germans, va acabar refugiant-se a Galícia, on va ser rei del 926 al 929.
Es desconeix la data de naixement exacta, probablement va néixer el 896-898. Està documentat per primera vegada en una donació el 30 de maig de 912. Va ser el fill primogènit d'Ordoni II de Lleó, i tradicionalment se l'ha considerat fill de la reina Elvira Menéndez, tot i que segons Salazar, aquesta filiació presenta diversos problemes que fan pensar que tal vegada es tracta del fill d'un primer matrimoni no documentat.
A la mort del seu pare, el 924, Sanç va començar a titular-se rei, tanmateix, no és fins a la mort del seu oncle, Fruela II, que regnava a Astúries, succeïda el juny del 925, quan es produeix la divisió del regne entre ell i els seus germans Alfons i Ramir. Tradicionalment es va considerar que el repartiment va ser amistós: que Sanç va quedar-se amb Galícia, Alfons amb Lleó i Zamora, Ramir les terres de Portucale i el seu cosí, Alfons Froilaz, va quedar-se amb Astúries. Aquesta versió amistosa es contradita per l'historiador andalusí Ibn Hayyan, va haver un conflicte entre els germans: d'antuvi Sanç volia ser el successor d'Ordoni II i fer-se coronar rei, tanmateix, va trobar l'oposició del seu germà Alfons, que tenia el suport del seu sogre, Sanç Garcés de Pamplona i els seus cosins Alfons, Ramir i Ordoni Froilaz, fills del difunt Fruela II.
Sanç va ser finalment expulsat i va marxar a Galícia, on apareix titulat rei per primera vegada el 16 d'abril de 927, i on va comptar amb el suport de les famílies comtals gallegues emparentades amb la seva muller, Goto Muñiz, filla del comte Munio Gutiérrez i Elvira Arias, un matrimoni celebrat vers 925, que, tanmateix, no va tenir descendència.
El monarca va morir entre el 10 de juny i el 16 d'agost de 929, i va ser enterrat al monestir de Castrelo de Miño.